# Gerrit Kok
Gerrit Kok (10 gennaio 1944) è un ex cestista olandese.

## Carriera
Con i Paesi Bassi ha disputato due edizioni dei Campionati europei (1961, 1963).